# Hamlets
Hamlets (voorheen bekend als IBM Servlet-based Content Creation Framework) is de naam van een opensourcesysteem voor het genereren van webpagina's.
Het systeem werd ontworpen door René Pawlitzek van IBM. Hij definieerde een Hamlet als een servlet-extensie die XHTML-templatebestanden inleest en dynamisch inhoud daaraan toevoegt op plekken waar speciale markeringen, bestaande uit tags en ID's, staan. De dynamische content wordt ingevuld met behulp van zogenaamde callbackfuncties die aangeven wat er ingevuld moet worden. Een template compiler kan gebruikt worden om Hamlets te versnellen.
Hamlets bieden een gemakkelijk te gebruiken, licht, klein en servlet-gebaseerd tekstgeneratie-framework dat kan helpen bij de ontwikkeling van webgebaseerde programma's. Het Hamletsframework ondersteunt niet alleen, maar forceert ook de complete scheiding tussen de eigenlijke content en de presentatie ervan.